# Norbert Stull
Norbert Stull (* 10. Dezember 1942) ist ein luxemburgischer Schachspieler.

## Nahschach
Er spielte zwischen 1968 und 1994 bei 13 Schacholympiaden (außerdem war er 1998 als zweiter Reservespieler nominiert, blieb aber ohne Einsatz), davon 1976 und 1978 am Spitzenbrett. Insgesamt erzielte er 65,5 Punkte aus 141 Partien. Damit ist er luxemburgischer Rekordnationalspieler.
Stull gewann die luxemburgische Einzelmeisterschaft 1975, 1976, 1979, 1983, 1989 und 1991.
Außerdem nahm er an zwei Zonenturnieren teil, 1975 in Pula und 1990 in Lyon, belegte allerdings in beiden den letzten Platz. An den Europameisterschaften der Senioren nahm er 2005 in Dresden (Platz 58) und 2007 in Hockenheim (Platz 41) teil. Bei der Senioren-Weltmeisterschaft 2008 in Bad Zwischenahn kam er mit 6 Punkten aus 11 Runden auf Platz 100. Bei der Mannschafts-Europameisterschaft der Senioren 2009 in Velden am Wörther See erzielte er mit 7,5 Punkten aus 9 Partien das beste Ergebnis am dritten Brett.
Bis 1996 spielte er für Cercle d'échecs Bettembourg, seit 1996 spielt er für den Verein Le Cavalier Differdange, mit dem er
2007/08 Luxemburger Mannschaftsmeister wurde und zweimal am European Club Cup teilnahm. Seine Elo-Zahl beträgt 2022 (Stand: Januar 2017), seine höchste war 2275 im Jahre 1976.

## Fernschach
Seit 1967 spielt er auch Fernschach. Er gewann die von 1986 bis 1994 ausgetragene 33. Europameisterschaft mit 10,5 Punkten aus 14 Partien. Von 1998 bis 2003 spielte er in der Vorgruppe zur 13. Fernschach-Olympiade und erzielte mit 7,5 Punkten aus 11 Partien das beste Ergebnis seiner Mannschaft. Beim Bohatirchuk-Memorial, das von 2002 bis 2005 ausgetragen wurde, kam er mit 10 Punkten aus 14 Partien auf den geteilten 2.–3. Platz. 2003 wurde ihm der Titel eines Fernschach-Großmeisters verliehen. Von 2004 bis 2008 nahm er am Finale der 19. Fernschach-Weltmeisterschaft teil und kam dort mit 6,5 Punkten aus 12 Partien auf Platz 6.
Im Fernschach beträgt seine Ratingzahl 2590, basierend auf 215 gewerteten Partien (Stand: 2. Halbjahr 2008). Damit steht er auf Platz 100 der ICCF-Weltrangliste.